# Kimberly Drewniok
Kimberly Drewniok (Balve, 11 agosto 1997) è una pallavolista tedesca opposto della LOVB Omaha.

## Biografia
Nasce a Balve, da madre tedesca e padre originario del Togo.

## Carriera

### Club
Muove i primi passi nella pallavolo con la formazione del Sorpesee, dalla quale approda nella stagione 2014-15 alla squadra federale dell'Olympia Berlino, con la quale debutta come professionista in 1. Bundesliga: nel corso della stagione seguente, grazie al sistema delle doppie licenze, gioca parallelamente anche per la formazione del Potsdam, dove si trasferisce definitivamente nell'annata 2016-17.
Nel campionato 2017-18 viene ingaggiata dal Wiesbaden, con il quale disputa la finale di Coppa di Germania e viene premiata come MVP del torneo, nonostante la sconfitta; nel campionato seguente si trasferisce invece allo Schweriner, dove nel corso di un biennio vince due volte la Supercoppa tedesca (premiata come miglior giocatrice dell'edizione 2018) e vince una Coppa di Germania, insignita ancora una volta del premio di MVP.
Nella stagione 2020-21 gioca per la prima volta all'estero, grazie all'ingaggio della Savino Del Bene, nella Serie A1 italiana, mentre nella stagione seguente si trasferisce oltralpe, indossando la casacca dell'ASPTT Mulhouse, con cui conquista la Supercoppa francese. Nel campionato 2022-23 approda alla formazione turca del Sarıyer, in Sultanlar Ligi, dove inizia anche il campionato seguente, prima di trasferirsi a metà annata al Radnički Belgrado, nella Superliga serba.
È poi di scena negli Stati Uniti d'America, dove partecipa alla League One Volleyball 2025 con la LOVB Omaha.

### Nazionale
Fa parte della nazionale tedesca under 19 che nel 2014 partecipa alle qualificazioni al campionato europeo, mentre un anno dopo è di scena con l'under 20 alle qualificazioni al campionato mondiale.
Nel 2017 debutta in nazionale maggiore in occasione del World Grand Prix.

## Palmarès

### Club
- Coppa di Germania: 1

2018-19
- Supercoppa tedesca: 2

2018, 2019
- Supercoppa francese: 1

2021

### Premi individuali
- 2018 - Coppa di Germania: MVP
- 2018 - Supercoppa tedesca: MVP
- 2019 - Coppa di Germania: MVP